# 芒山镇
芒山镇，是中华人民共和国河南省商丘市永城市下辖的一个乡镇级行政单位。芒山镇是中国特色小镇 、全国重点镇 、全国发展改革试点镇 、全国小城镇建设试点镇、中州名镇、河南省规划建设的中心镇 、河南省重点示范镇 、河南省奔小康科普示范镇；同时是永城的副中心城。2019年被评为中国文化百强镇。

## 行政区划
芒山镇下辖以下地区：
雨亭村、彭厂村、郑楼村、姜楼村、种庄村、陶山村、后窑村、张庄村、赵楼村、僖山村、刘庄村、周桥村、山城村、柿元村、松元村、马山村、前尧村、丁楼村、官庄村、周庄村、朱厂村、大庄村、刘厂村、陈楼村、夏庄村和磨山村。

## 景点
芒砀山汉文化旅游景区，国家5A级旅游景区，芒砀山是汉高祖刘邦斩蛇起义之地，被誉为“汉兴之地”。景区面积为14平方公里，有汉梁王墓群、刘邦斩蛇处、大汉雄风、芒砀山地质公园、陈胜墓、夫子崖等景点，还有传承千年的芒砀山古庙会。芒砀山是国家级汉文化传承服务标准化试点单位和河南省十二五期间十大文化产业集聚区之一 。